# あきば栞
あきば 栞（あきば しおり、1990年1月29日 - ）は、日本の女子プロレスラー。東京都出身。身長147cm、体重39kg。プロレスリングSECRET BASE所属。デビュー当初はアイスリボンに所属していた。

## 所属
- アイスリボン（2014年）
- フリーランス（2015年 - 2020年）
- プロレスリングSECRET BASE（2020年 - ）

## 経歴
2014年
3月22日、アイスリボン545でくるみとのエキシビションマッチを行う。
3月30日、後楽園ホール大会でデビュー戦が決定し対戦相手はライバルの優華となるも敗北。
4月6日、プロレスリングWAVE主催「Catch the WAVE YOUNGブロック」に同じアイスリボンの世羅りさとエントリーする。
4月30日、5月5日WNC横浜ラジアントホール大会で真琴&小林香萌の持つREINA世界タッグ王座に優華と組んで挑戦が決まった。
5月5日、WNC横浜大会にて、REINAタッグに挑戦するが、小林香萌のブレーンバスタースープレックスホールドを受け奪取失敗。
6月18日、記憶障害を伴う頭痛のため欠場に入る。なお、当日の道場マッチは当初より試合予定がなかったもののCatch the WAVEは欠場となった。
8月31日、アイスリボン後楽園ホール大会「不思議の国のアイス2014」にて復帰戦（ラビット美兎&林小雪&あきば vs 希月あおい&235&弓李）、しかしあおいの旋回式ボディプレスに屈する。
10月18日、体調不良を理由に新田猫子戦の決まっていた道場マッチを欠場。また復帰予定だった11月24日の横浜ラジアントホール大会も復帰が間に合わず欠場となる。
12月24日、「今後プロレス活動を継続していくことが困難」との理由でアイスリボン所属登録・契約が抹消されることが発表される。アイスリボンでの試合は10月11日の星ハム子生誕祭での世羅りさ＆235戦（パートナーは弓李）が最後となった。
2015年
4月27日、蕨レッスル武闘館で行われた崖のふちプロレス、渋谷シュウ戦で復帰。ジムでインストラクターとして勤務しつつ、フリーランスとしてプロレス活動を継続する。
11月1日、YMZ西新井大師西スタジオ大会で、米山香織との「おりコントラおり」に敗れ、リングネームを「あきば氏」に変更させられた。
11月22日、YMZの道場イベントでのまがつきじゃんけんの試合結果、◯あきば氏（0:07グー）×徳島のシゲキさん、によって、「おり」を取り戻し、リングネームを「あきば栞」に戻した。
2016年
8月、アクトレスガールズにて仁科鋭美とのタッグ「ES'z （エンドレスシャイニーズ）」を結成。
11月19日、REINA女子プロレス王子BASEMENT MONSTER大会の泰里戦で、オリジナル技アルカンシェル（ロンダートから飛びついてのスタナー）を初披露する。
2017年
5月21日、大館プロレス祭り・大館大会でアクトレスガールズの清水ひかりと対戦。
2019年
4月、茨城で社会人プロレスをこなし2016年に引退したカズシバノと入籍。現在は福島県に在住。
10月、第1子を出産。
2020年
7月のプロレスリングSECRET BASEにて復帰予定であったが、新型コロナウイルス感染防止による関東圏への往来の自粛要請が発令されたため出場自粛となった。
7月26日、プロレスリングSECRET BASEに入団。

## 人物
- デビュー前、AKB48のダンスコピーユニットのメンバーとして活動中にゲスト出演したプロレスに魅せられ、プロレスサークルやルチャサークルで練習を重ね、アマチュアレスラーとして試合を行っていた。
- ルチャサークル立ち上げ時はスタッフとして活動していた。
- アマチュア時代のリングネームは母親が好きなサザンオールスターズの曲をもじった「愛史野エリー」（いとしのえりー）と名乗っていた。
- プロデビュー後は、上述のエピソードから藤本つかさと佐藤肇によりAKB48とサザンオールスターズにちなんだ「あきば栞」と名付けられる。

## 得意技
- コルバタ
- ウラカン・ラナ
- アルカンシェル　ロンダートから飛びついてのスタナー
- カサドーラ
- フィッシャーマン・スープレックスホールド
- スワントーンボム